# Skruv
Skruv – miejscowość (tätort) w Szwecji, w regionie administracyjnym (län) Kronoberg, w gminie Lessebo.
Według danych Szwedzkiego Urzędu Statystycznego liczba ludności wyniosła: 586 (31 grudnia 2015), 603 (31 grudnia 2018) i 560 (31 grudnia 2019).